# Omar Ali Saifuddien III
Al-Marhum Kebawah Duli Yang Maha Mulia Maulana Paduka Seri Begawan Al-Hajj Sultan Omar Ali Saifuddien Sa'adul Khairi Waddien III (Brunei Town, 23 settembre 1914 – Bandar Seri Begawan, 7 settembre 1986) è stato sultano del Brunei dal 1950 fino alla sua abdicazione, nel 1967.
A lui è dedicata la grande moschea Omar Ali Saifuddien di Bandar Seri Begawan.